# Drepanosticta magna
Drepanosticta magna – gatunek ważki z rodziny Platystictidae.